# Next Level Games
Next Level Games, Inc. — канадська компанія-розробник відеоігор з офісом у Ванкувері, що належить компанії Nintendo. Компанія була заснована в серпні 2002 року і спеціалізується на створенні консольних відеоігор. Їхнім першим проєктом стала гра NHL Hitz Pro, яка була видана Midway Games у 2003 році. Компанія найбільш відома своєю роботою з Nintendo, зокрема іграми Mario Strikers і Punch-Out!! для Wii, Luigi's Mansion: Dark Moon і Metroid Prime: Federation Force для Nintendo 3DS і Luigi's Mansion 3 для Nintendo Switch.
Серед інших відзнак, Next Level Games була названа одним з «100 найкращих роботодавців Канади» та одним із найкращих роботодавців Британської Колумбії у 2008, 2009 та 2012 роках. Про компанію також писали в журналах Maclean's та BC Business.
У січні 2014 року студія оголосила, що надалі працюватиме виключно з Nintendo. У січні 2021 року Nintendo оголосила, що придбала Next Level Games після того, як «низка директорів-власників нещодавно вирішили, що для них настав час продати свої акції, і тому NLG почала розглядати потенційні варіанти продажу». Це придбання відбулося 1 березня.

## Список розроблених ігор
| Рік  | Назва                              | Платформа(и)                         | Видавець(и)           |
| ---- | ---------------------------------- | ------------------------------------ | --------------------- |
| 2003 | NHL Hitz Pro                       | GameCube Xbox PlayStation 2          | Midway Games          |
| 2004 | The Suffering (additional work)    | Microsoft Windows Xbox PlayStation 2 | Midway Games          |
| 2005 | Super Mario Strikers               | GameCube                             | Nintendo              |
| 2007 | Mario Strikers Charged             | Wii                                  | Nintendo              |
| 2007 | Spider-Man: Friend or Foe          | PlayStation 2 Xbox 360 Wii           | Activision            |
| 2008 | Ticket to Ride                     | Xbox 360                             | Playful Entertainment |
| 2009 | Jungle Speed                       | Wii                                  | Playful Entertainment |
| 2009 | Punch-Out!!                        | Wii                                  | Nintendo              |
| 2009 | Doc Louis's Punch-Out!!            | Wii                                  | Nintendo              |
| 2010 | Transformers: Cybertron Adventures | Wii                                  | Activision            |
| 2010 | Tom Clancy's Ghost Recon           | Wii                                  | Ubisoft               |
| 2011 | Captain America: Super Soldier     | Xbox 360 PlayStation 3               | Sega                  |
| 2012 | Microsoft Solitaire Collection     | Microsoft Windows iOS Android        | Xbox Game Studios     |
| 2013 | Luigi's Mansion: Dark Moon         | Nintendo 3DS                         | Nintendo              |
| 2016 | Metroid Prime: Federation Force    | Nintendo 3DS                         | Nintendo              |
| 2019 | Luigi's Mansion 3                  | Nintendo Switch                      | Nintendo              |
| 2022 | Mario Strikers: Battle League      | Nintendo Switch                      | Nintendo              |

Примітки

1. ↑  Розроблено спільно з Arkadium та Smoking Gun Interactive

### Скасовані ігри
- WWE Titans: Parts Unknown — PS2, Xbox[8]
- Super Mario Spikers — Wii[9]
- Catalyst — PS3, Xbox 360[10]
- Clockwerk — Wii, X360, PS3[11]